# Margarethe Schmahl
Pour les articles homonymes, voir Schmahl.
Margarethe  Schmahl  ou Grete Schmahl-Wolf (née Margarete Wolf le 24 décembre 1882 à Vienne et morte le 31 août 1942 dans le camp de concentration de Theresienstadt à Terezín) est écrivaine, rédactrice en chef et scénariste.

## Biographie
Elle publie très tôt dans de nombreuses publications et est rédactrice en chef de Die Zeit, journal d'Heinrich Kanner.
Active dans le mouvement pour le droit des femmes, elle fonde en 1919 Wiener Frauenkorrespondenz (Lettres de femmes viennoises), qui est affilié en 1932 à Wiener Feuilletonkorrespondenz (Feuilleton épistolaire viennois).
Des textes qu'elle a pu écrire avant sa mort à Theresienstadt/Terezín ont pu être transmis, dont l'un écrit deux jours avant sa mort.

## Œuvres
- Die Hellen Tage, Axel Juncker Verlag, Berlin-Charlottenburg[8],[9]
- Das blaue Land, Verlag Georg Zselinsky, Wien[5],[10]
- Dans la collection Neues Frauenleben, collection dirigée par Auguste Fickert[11] : Hans Ufingers Dichterjahr[12], Haus Endereich[13], Haus Endereich. Fortsetzung und Schluß[14], Haus Endereich. Fortsetzung[15], Haus Endereich. Fortsetzung[16], Malvida von Meysenbug. Ein Gedenkblatt zu ihrem hundertsten Geburtstag (28. Oktober 1916)[17]
- Sans titre[18], Four centuries of Jewish women's spirituality: a sourcebook, Ellen M. Umansky, Dianne Ashton

## Filmographie (en tant que scénariste)
- 1927 : Die Eule - 1. Die tollen Launen eines Millionärs
- 1927 : Die Eule - 2. Die Unbekannte
- 1921 : Der Fürst
- 1920 : Der Schuß aus dem Fenster
- 1920 : Die Schlange mit dem Mädchenkopf